# Anna Andrejevna Achmatovová
Anna Andrejevna Achmatovová, rusky А́нна Андре́евна Ахма́това, vlastním jménem: Anna Andrejevna Gorenková, (11. červnajul./ 23. června 1889greg., Oděsa – 5. března 1966, Domodědovo) byla ruská básnířka, překladatelka a literární vědkyně, spoluzakladatelka a členka básnické skupiny akméistů.

## Život

### Stříbrný věk
Anna Achmatovová se narodila v roce 1889 na břehu Černého moře v letovisku Sarakipi (lázeňská oblast Velká Fontána) u Oděsy. Otec byl námořní strojní inženýr, později pracoval jako státní úředník. Brzy po narození se s rodiči přestěhovala do Carského Sela a tam žila až do svých šestnácti let. Studovala na Mariinském dívčím gymnáziu, kde se seznámila s díly Tolstého a Puškina a naučila se francouzsky. Během studií na gymnáziu v Carském Sele ji ovlivnil tehdejší tamní ředitel, básník Innokentij Fjodorovič Anněnskij. K Černému moři se často vracela v létě do Sevastopolu, s matkou a sourozenci po rozchodu rodičů v roce 1905 žila nějaký čas v nedaleké Jevpatorii. V letech 1906–07 studovala v Kyjevě na gymnáziu, kde byl jedním z vyučujících budoucí známý filozof Gustav Spet. Pokračovala ve studiu práv na vyšší škole v Kyjevě a později studovala na filozofické fakultě v Petrohradu. V roce 1910 se provdala za básníka a literárního teoretika Nikolaje Stěpanoviče Gumiljova, svého přítele z mládí. Na svatební cestu odjeli do Paříže, kde se seznámila s malířem Amedeem Modiglianim. Po návratu do Petrohradu ji manžel uvedl do místní umělecké společnosti. Jejich manželství se ocitlo v krizi a Gumiljov odjel pracovně do Habeše. Anna Achmatovová se vrátila do Paříže, kde se znovu setkala s Modiglianim. Stali se blízkými přáteli, a i když jejich vztah trval jen několik týdnů, odrazil se v tvorbě obou umělců. Modigliani kromě řady kreseb vytvořil i její sochařské portréty a Achmatovová své city promítla do veršů. V pozdním věku napsala vzpomínkovou črtu Amedeo Modigliani (1958–1964)

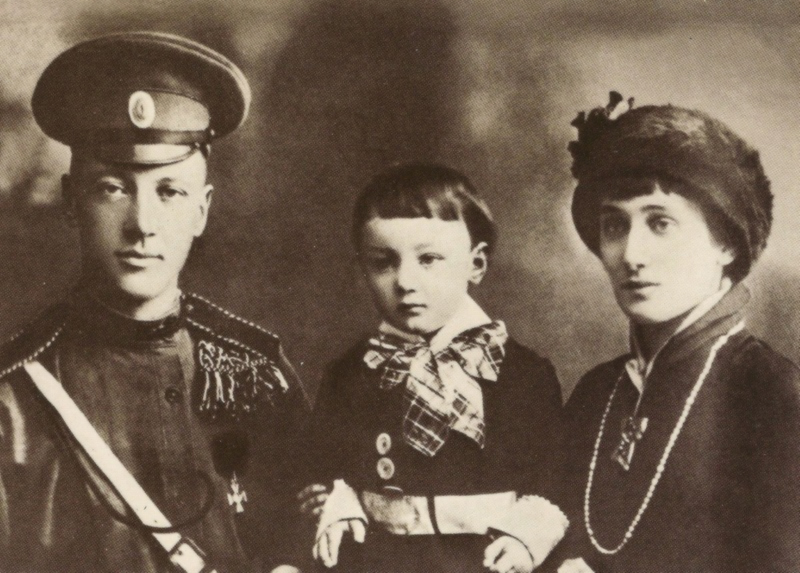
N. Gumiljov a A.Achmatová se synem

V roce 1911 byly v Rusku poprvé zveřejněny její verše pod jménem Anna Achmatovová a v dalším roce vyšla její první sbírka Večer. Lyrické básně měly velký úspěch a Achmatovová se stala středem literárního života v Petrohradě. Byla členkou skupiny Cech básníků, kterou vedl její manžel a která se hlásila k novému směru akméismu. V říjnu 1912 se jí narodil syn Lev Gumiljov. Na podzim roku 1914 byla vydána její druhá kniha Růženec, která jí přinesla velkou popularitu a byla do roku 1923 vydána v několika reedicích. V roce 1916 její manžel odjel do války a Achmatovová pracovala na své baladě-poémě U samého moře, která vyšla knižně v březnu 1916. V roce 1917 byla vydána třetí básnická sbírka Bílé hejno. Manželství bylo již dlouho udržováno jen formálně a v roce 1918 se rozvedli. Ještě téhož roku se provdala za vědce asyrologa Vladimíra Šilejka a nastěhovala se s ním do jeho bytu v petrohradském Domě fontán (bývalý palác šlechtického rodu Šeremetěvů), kde prožila s krátkými přestávkami dalších třicet let svého života. Achmatovová měla k tomuto místu pevný vztah a kulturní historie paláce byla pro ni trvalou inspirací.
S novými společenskými poměry po říjnové revoluci 1917 se vyrovnávala jen obtížně. Mezníkem v jejím životě byl rok 1921, kdy se rozešla s Šilejkem a v srpnu byl zatčen její bývalý manžel Gumiljov a za tři týdny byl popraven za protisovětskou činnost. Achmatovovou jeho smrt těžce zasáhla a uvažovala o emigraci. Její vztah k vlasti a národu byl natolik silný, že se rozhodla dál žít v Rusku. V tomto období jí vyšly ještě dvě básnické sbírky Jitrocel (1921) a Anno Domini MCMXXI (1922), ale potom se na dlouhá léta odmlčela a její verše nebyly z rozhodnutí stranických orgánů publikovány. Uchýlila se do „vnitřní emigrace“ a psala tzv. do šuplíku. Pracovala jako knihovnice v Zemědělském institutu a věnovala se studiu díla A.S.Puškina. V roce 1922 začala žít v partnerském vztahu s historikem umění Nikolajem Puninem. V roce 1926 se oficiálně rozvedla s Vladimírem Šilejkem. Příjmení Achmatovová začala používat i v občanském životě a měla je zapsáno v osobních dokladech.

### Stalinský režim
V období stalinského teroru byl zatčen v roce 1935 její třiadvacetiletý syn Lev Gumiljov a Nikolaj Punin. Achmatovová odjela do Moskvy a s pomocí Borise Pasternaka, který osobně napsal Stalinovi, dosáhla po týdnu jejich propuštění. Achmatovová byla sledována agenty a informátory NKVD, v této době spálila velké množství vlastních rukopisů. Existenční starosti a nevyhovující podmínky v přeplněném bytě v Domě fontán způsobovaly napětí ve vztahu Anny Achmatovové a Punina. V roce 1938 se rozešli. Zamilovala se do ženatého muže Vladimíra Garšina, profesora medicíny. Syn byl znovu zatčen v březnu 1938 a odsouzen k deseti letům nucených prací, trest byl později zkrácen na pět let. Sedmnáct měsíců Achmatovová chodila k leningradskému vězení a stávala v dlouhých frontách, aby mohla předat dopis nebo balíček pro syna. Své pocity a zážitky popsala v básnickém cyklu Rekviem, napsaném v letech 1935–40 a poprvé vydaném v Mnichově v roce 1963.
V době druhé světové války došlo k určitému uvolnění umělecké tvorby ze strany stalinského režimu, který využíval popularitu umělců k posílení národní hrdosti a odvahy k boji. V roce 1939 byla Achmatovová přijata do Svazu spisovatelů a v roce 1940 vyšla její sbírka Ze šesti knih. Začala pracovat na svém rozsáhlém díle – Poémě bez hrdiny, které dokončila až v roce 1960. V prvních válečných měsících vstoupila do leningradské domobrany a vystoupila v rozhlasovém vysílání s provoláním k obyvatelům města. Koncem září 1941 byla Achmatovová po prodělaném infarktu na naléhání lékařů evakuována z obleženého Leningradu nejprve do Moskvy, a nakonec do Taškentu, kde v roce 1943 napsala mnoho básní s vlasteneckou tematikou Do starého bytu v Domě fontán se vrátila v květnu 1944 a byla jí přiznána určitá společenská privilegia spojená i s materiálními výhodami. Vladimír Garšin, jemuž za blokády zemřela hladem manželka, byl psychicky nemocen a ukončil milostný vztah.
Politické poměry v SSSR po druhé světové válce byly založeny na neomezené moci J.V. Stalina, který v zájmu rozšíření vlivu SSSR ve světě vyžadoval od svých občanů absolutní loajalitu a tvrdě potlačoval projevy nezávislosti, svobodného myšlení a sympatií k západnímu světu. Od umělců se očekávala aktivní podpora režimu. V srpnu 1946 byla přijata rezoluce ÚV KSSS o časopisech Zvezda a Leningrad, kterou byla zahájena ideologická a propagandistická kampaň v kulturní oblasti. Směřovala proti umělcům, kteří se stali symboly nadějí na proměnu země a poválečné uvolnění. V rámci této kampaně se obětí hrubých útoků leningradského kulturního tajemníka Andreje Ždanova stali především populární spisovatelé Achmatovová a Zoščenko kteří si uchovali nezávislost ve své tvorbě. Jejich díla byla podrobena ostré kritice a odsouzena jako „proniknutá duchem pesimismu, výchově mládeže škodlivá a pro sovětskou literaturu nepřijatelná“. Oba umělci byli vyloučeni se Svazu sovětských spisovatelů a následoval absolutní zákaz publikační činnosti. Na určitou dobu jim byly odebrány i potravinové lístky, syn Lev Gumiljov byl vyhozen z univerzity. Kampaň vyvrcholila v roce 1949 tzv. leningradským případem, kdy bylo popraveno mnoho stranických funkcionářů. Lev Gumiljov byl znovu zatčen a odsouzen k desetiletému pobytu v táboře nucených prací. Současně byl uvězněn také Nikolaj Punin, její celoživotní přítel a důvěrník, který v roce 1953 v gulagu zahynul. Svého syna se Achmatovová snažila zachránit i tím, že v roce 1950 napsala básnický cyklus Sláva míru a oslavné verše o Stalinovi. Vytrvale zkoušela získat přímluvu za jeho propuštění, napsala Stalinovi osobní dopis. Lev Gumiljov byl propuštěn z lágru až v roce 1956 a dlouho žil v přesvědčení, že matka pro něho mohla udělat víc.

### Doba tání

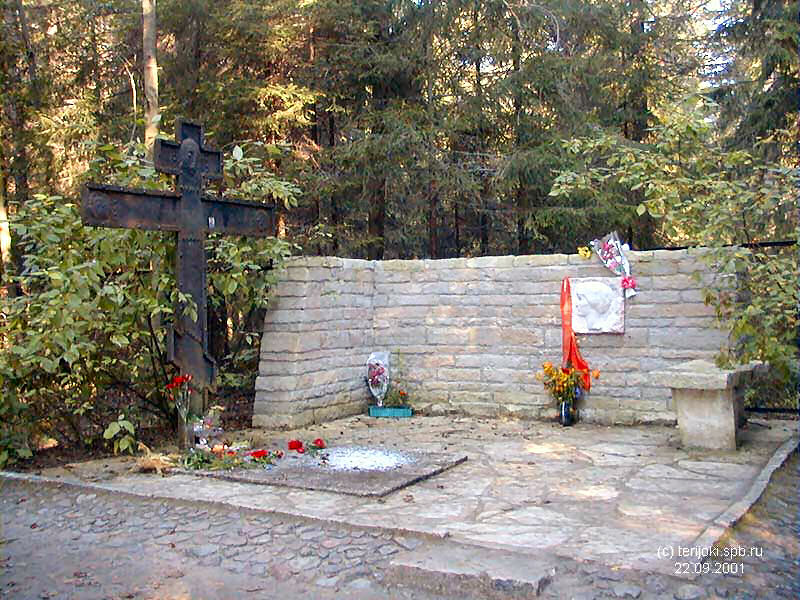
hrob Anny Achmatovové

V roce 1951 byla na návrh Alexandra Fadějeva znovu přijata do Svazu spisovatelů, publikovat vlastní verše však nemohla. Věnovala se překladům poezie z mnoha jazyků a literárně vědecké činnosti zaměřené na díla Puškina a Lermontova. V roce 1955 jí Literární fond SSSR přidělil malou dřevěnou chatu na břehu moře v Komarovu nedaleko Leningradu, která se stala místem setkávání mnoha spřátelených umělců. Rehabilitace a uznání se dočkala až počátkem 60. let. Vyšlo několik výborů jejích veršů (v roce 1965 Běh času) a vzpomínkových textů. Její nejzávažnější díla Rekviem a Poéma bez hrdiny, která uzavřela v tomto období, byla však v SSSR v plném znění publikována až v roce 1989. Její tvorba byla ceněna i v zahraničí, dvakrát byla navržena na Nobelovu cenu za literaturu. V roce 1964 jí bylo umožněno osobně převzít v Taormině na Sicílii prestižní literární cenu Etna-Taormina. V červnu 1965 jí byl udělen čestný doktorát Oxfordské univerzity.
Zemřela 5. března 1966 v moskevském sanatoriu Domodědovo. Pohřeb se konal 10. března v Leningradě za účasti tisíců lidí. Pochována byla v Komarovu. Její syn Lev Gumiljov spolu se svými studenty posbírali kameny, z nichž vytvořili na hrobě stěnu jako symbol zdi křížů, u které stávala jeho matka s balíčky pro vězněného syna.

## Básnická tvorba
Achmatovová je představitelkou modernistického básnického směru, tzv. akméismu. Z počátku psala především milostnou a vlasteneckou lyriku. Následně vytvářela postsymbolické básně a později v návaznosti na dění v zemi tragické lyrické básně o stalinském teroru.

### První období (1907–1922)
Své první verše napsala v jedenácti letech. Poprvé publikovala pod patronací N. Gumiljova v roce 1907 v pařížském časopise Sirius jako Anna Gorenko. Od roku 1911 její verše vycházely v různých časopisech. Na přání otce, který nechtěl, aby používala své vlastní příjmení, začala používat pseudonym Achmatovová. Bylo to příjmení její prababičky, která byla údajně potomkem mongolského chána Achmata.
Její raná poezie byla ovlivněna symbolisty. V roce 1913 se spojila s Gumiljovem a Mandelštamem v nové literární skupině Akmeisté, která odmítala symbolistický mysticismus a vracela se ke klasickým básnickým základům stručnosti a přesnému vyjádření emocionální zkušenosti. Psala verše velmi přístupné, srozumitelné, citlivé a snadno zapamatovatelné.
V její tvorbě z tohoto období převažuje milostná lyrika ve spojení s přírodou, melancholické verše o lásce jsou zpracované formou krátkých příběhů. Později se objevují vlastenecké motivy.
V poémě U samého moře (У самого моря) zachytila pocity dospívající dívky, která odmítá lásku mladého chlapce, protože čeká na vysněného muže a zklamání z nenaplněného očekávání. Báseň napsaná v roce 1914 a vydaná v roce 1921 odráží její vzpomínky na letní pobyty na Krymu.
V průběhu prvního období své tvorby vydala pět básnických sbírek:
- Večer (Вечер) 1912
- Růženec (Чотки) 1914
- Bílé hejno (Белая стая) 1917
- Jitrocel (Подорожник) 1921
- Anno Domini MCMXXI 1921 (В лето господне 1921го) 1922

Sborník Večer se převážně zaobírá tragickými momenty v lidských životech, jsou tu loučení, nešťastná láska, melancholie. Velkou popularitu jí přinesla druhá sbírka Růženec, v níž je zřejmý postupný odklon od symbolismu – poetické deníkové zápisky, lyrické miniatury z denního života. Třetí sbírka Bílé hejno vyšla roku 1917 a zaznívají v ní nejen intimní tóny, ale také ohlasy války a revolučních událostí. Sbírka Jitrocel obsahovala 38 básní napsaných většinou v letech 1917–18 dovršila lyrická témata z předchozího období. V dalších reedicích byla často publikována jako součást sbírky Anno Domini. Tklivé básně ze sbírky Anno Domini MCMXXI se podobaly modlitbám, zádušní mši za jejího exmanžela a za hodnoty jeho věku.
Začátkem dvacátých let měla její poezie obrovský úspěch, ale později se až do poloviny třicátých let odmlčela.

### Druhé období (1935–1965)
Nová etapa její tvorby je spojena s osudy jejích blízkých lidí pronásledovaných stalinským režimem. Mění se její básnický rukopis, milostná lyrika ustupuje a hlavním tématem jejích rozsáhlých lyricko-epických cyklů se stává tragický osud ruského národa v době totality vycházející z osobní zkušenosti. Od poloviny třicátých let postupně vznikala její dvě vrcholná díla Rekviem a Poéma bez hrdiny, obě však byla v Sovětském svazu publikována až po její smrti.
- Rekviem

autobiografická poéma, kterou psala v letech 1935–1940, dodatky 1957–1961. Publikována byla poprvé v Mnichově v roce 1963, kdy dílo vydal v originále ruský Spolek spisovatelů v zahraničí. V SSSR vyšlo až v roce 1987 v časopise Okťabr. Vyjadřuje pocity smutku a bezmoci matky po zatčení syna a muže. Básnický dokument, v němž sdílí utrpení se svým národem v době stalinismu.
- Poéma bez hrdiny

dílo, které vznikalo postupně od roku 1940, Achmatovová uzavřela až roku 1962. Jako samizdat se v SSSR objevovalo od roku 1960, i když fragmenty byly publikovány ve sbornících básní od roku 1958. Kompletní znění bylo poprvé vydáno v New Yorku v roce 1963 v almanachu Vzdušné cesty. V SSSR byla Poéma zařazena ve sbornících Anny Achmatovové v sedmdesátých letech, cenzurou však byly vyřazeny některé části. Celá básnická skladba, složená ze čtyř zpěvů, byla vydána v SSSR až roku 1989
Je to osobní zpověď autorky a současně historický obraz a psychologická studie epochy od stříbrného věku až po druhou světovou válku. Hlavním hrdinou je Petrohrad (Leningrad), milované město, kde prožila většinu svého života. Vzpomínky na předválečné mládí a literární začátky se prolínají s tvrdou realitou obleženého Leningradu. V alegorickém průvodu maskovaných postav defilují před autorkou v Domě fontán historické osobnosti i celá generace přátel s tragickým osudem.
Další sbírky vydané v tomto období:
- Z šesti knih (Из шести книг) 1940 – originální sbírka obsahovala starší i nové cenzurou prověřené verše
- Výbor: básně (Избранное. Стихи) 1943 – vydáno v Taškentu
- Básně (Стихотворения) 1958
- Básně 1909-1960 (Стихотворения. 1909–1960) 1961
- Běh času (Бег времени) 1965 – obsáhlý výbor z celoživotního básnického díla

## Portréty

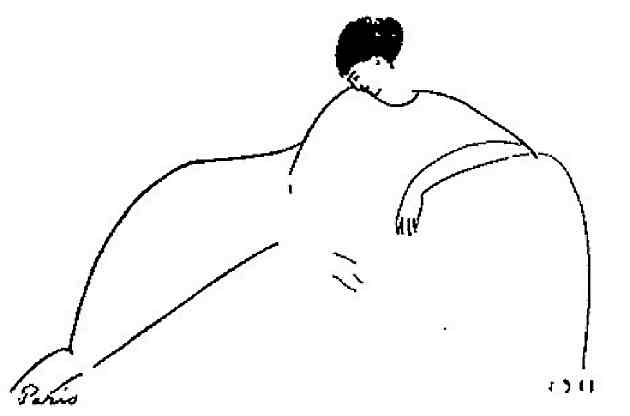
Anna Achmatovová na kresbě A. Modiglianiho

Anna Achmatovová byla charismatická, krásná žena. Se svou vysokou štíhlou postavou a důstojným vystupováním budila pozornost v každé společnosti. Mnoho umělců ztvárnilo její podobu ve svých dílech. Nejznámější z nich je Amedeo Modigliani, který během jejich kontaktů v Paříži roku 1911 vytvořil kromě množství kreseb také několik sochařských portrétů. Kresba, kterou měla nejraději visela dlouhá léta v jejím bytě v Domě fontán.
Z ruských umělců její první portrét vytvořil Savelij Abramovič Sorin v letech 1913–1914. Známý je portrét od grafika, spisovatele a vědce Kuzmy Sergejeviče Petrova-Vodkina z roku 1922. Avantgardní malíř Natan Isajevič Altman namaloval portrét Anny Achmatovové v roce 1914. Ze stejného roku je portrét od Olgy Ludmilovny Della-Vos-Kardovské. Sochařské portréty vytvořil N. J. Daňko v letech 1924 a 1926.
Z dalších umělců to byli:
Zinaida Jevgeněvna Serebrjakova (1922), Taťjana Nikolajevna Glebovová (1934), Vladimír Alexejevič Milaševský (1921), Jurij Pavlovič Anněnkov (1921), Lev Alexandrovič Bruni (1922), Nikolaj Andrejevič Tyrsa (1928), Georgij Semjonovič Verejský (1929), Nina Josifovna Kogan (1930), Gerta Michajlovna Nemenová (1960–1963), Alexandr Grigorjevič Tüschler (1943)
Boris Vasiljevič Anrep, se kterým se seznámila v roce 1914 vytvořil pro National Gallery v Londýně mozaiku Compassion (Slitování) s postavou Anny Achmatovové v roce 1952.